# Marija Nikolaevna Romanova
La granduchessa Marija Nikolaevna Romanova in russo Великая Княжна Мария Николаевна? (Peterhof, 26 giugno 1899 – Ekaterinburg, 17 luglio 1918) era la terza figlia dello zar Nicola II di Russia e della zarina Aleksandra Fëdorovna Romanova.
Caratterialmente, Marija era eccezionalmente tranquilla e disciplinata, tanto da risultare fuori dal comune. Negli ultimi anni della sua vita, avendo un carattere molto civettuolo, ebbe frequenti infatuazioni per diversi uomini, ma furono tutti "affezioni infantili", specialmente con ufficiali. D'altro canto, Louis Mountbatten, suo cugino di primo grado, tenne per tutta la vita una sua fotografia vicino al suo letto, in memoria del suo amore per lei concepito nell'infanzia. Come per tutti i Romanov, la vita di Marija cambiò drasticamente dopo l'abdicazione del padre, cui seguirono gli arresti domiciliari a Carskoe Selo, vicino a Pietrogrado, e in seguito la prigionia in Siberia e infine la morte.
Marija, come le sue sorelle, era particolarmente interessata alla vita delle persone comuni. Durante la sua prigionia a Tobol'sk ed Ekaterinburg, era solita fare domande ai soldati circa la loro famiglia. Amava i bambini e da piccola disse di voler sposare un soldato russo e di voler avere venti bambini.

## Biografia

### Infanzia
Essendo una discendente per linea materna della regina Vittoria del Regno Unito, Marija aveva aplogruppo mitocondriale H. Marija passò praticamente tutta la vita nei palazzi imperiali, principalmente il relativamente piccolo Palazzo di Alessandro, e nello yacht imperiale, in compagnia della sua famiglia. Da piccola era la più grassa delle quattro sorelle e a volte oggetto di scherzi da parte delle altre tre, ma da grande finì per essere giudicata proprio la più bella delle quattro. I suoi grandi occhi blu erano soprannominati i piattini di Marija. Divideva la sua stanza con Anastasija, che divenne presto la sua più stretta confidente, facendo parte della cosiddetta "piccola coppia". Ciononostante, Marija subì negli anni la maggior forza e vitalità della sorella minore, che in parte ne misero la figura in secondo piano. In famiglia e con amici non con-patrioti era chiamata anche con la versione francese del suo nome, Marie, e in famiglia e con amici con-patrioti o con il diminutivo russo, Mashka. Sulle lingue utilizzate dalle "OTMA" (Le sorelle Romanov) va menzionato che parlavano tedesco e inglese fra di loro e con la loro madre, mentre con il fratellino più piccolo e il padre parlavano in russo, anche se questi ultimi potevano anch'essi parlare fluentemente inglese.
Il titolo di Marija si può tradurre in modo più letterale come "Gran Principessa" o "Principessa Imperiale", il più alto grado fra le principesse europee, ma più comunemente è usato il titolo di "Gran Duchessa".
Come le sue sorelle fu allevata nel modo più sobrio e umile possibile: ad esempio, dormivano in camere in comune con brandine prive di cuscini, facevano un bagno freddo la mattina e uno caldo la sera, dove aggiungevano qualche goccia di profumo Coty. Se da piccole erano lavate con dei secchi dalla servitù, da grandi dovevano fare da sole e ci si aspettava che tenessero in ordine le proprie stanze. Quando non erano occupate, ricamavano oggetti da vendere in beneficenza. La domenica potevano avere un "abbigliamento speciale" perché era la giornata in cui potevano giocare a palla con la loro zia, la duchessa Olga (sorella di Nicola II).
Insieme ad Anastasia formava la "coppia piccola" e come la "coppia grande", formata dalle due sorelle maggiori, condividevano stanza, vestiti e confidenze, anche se, una volta cresciute, la coesione fra tutte e quattro le sorelle si fece più intensa.
Come gli altri figli dell'imperatore, Maria era stata educata in casa. La formazione iniziò all'età di otto anni e comprendeva le lingue francese, inglese e tedesca, storia, geografia, legge di Dio, scienza, arte, grammatica, aritmetica, la musica e la danza.

### Venuta di Rasputin
Grigorij Rasputin, starec e chiropratico di un villaggio della Siberia, era stato presentato all'imperatrice il 1º novembre del 1905. A causa della sua fama di "guaritore", entrò a corte per volere della stessa affinché curasse lo zarevic Alessio affetto da emofilia, al quale in più di un caso l'intervento di Rasputin sembrava aver salvato la vita.
La granduchessa Ol'ga Aleksandrovna ricordò come una volta, accompagnata dall'imperatore, andò nella camera da letto delle principesse dove Rasputin le stava vestendo nelle loro camicie da notte: avevano piena fiducia in lui. Tuttavia, il popolo non era dello stesso avviso e presto cominciarono a diffondersi voci di una presunta relazione fra Rasputin, la zarina e le figlie: anche queste preoccupazioni arrivarono a corte. Una testimonianza racconta che un giorno l'istitutrice delle bambine pregò l'imperatore di allontanare Rasputin dalla corte, poiché guardava orripilata il "[...] modo in cui egli osservava le figlie in camicia da notte e girava liberamente per le loro stanze".
L'istitutrice venne licenziata a causa dell'imperatrice che si offese, ma intanto l'imperatore ordinò a Rasputin di non avvicinarsi mai più alle camere delle principesse. Al fine di fermare lo scandalo, con grande dispiacere dell'imperatrice, Nicola fu costretto a inibire temporaneamente l'accesso di Rasputin al palazzo. Nonostante le voci, i rapporti tra la famiglia imperiale e il guaritore continuarono fino al suo assassinio il 17 dicembre 1916. I bambini lo chiamavano "il vecchio saggio" o "Anziano Gregorij".
Quando Rasputin morì, testimonianze raccontano di come il lutto avesse sconvolto la famiglia imperiale. Il 21 dicembre 1916, insieme con tutta la famiglia reale, Maria partecipò al servizio funebre. Oltre alla tomba del "santo anziano" i reali decisero di costruire una cappella, ma a causa degli eventi successivi il progetto non fu mai attuato.

### Prima guerra mondiale
Durante la guerra una residenza vicino al Palazzo di Alessandro venne adibita a ospedale dove venivano ricoverati i feriti. Le sorelle Olga e Tatiana vi prestavano servizio come infermiere assieme alla madre, mentre Maria e Anastasia, troppo giovani per un lavoro così duro, diventarono patrone dell'ospedale. Le principesse donavano il proprio denaro per comprare medicine per i feriti, leggevano loro ad alta voce, lavoravano a maglia indumenti , giocavano a carte e a dama, scrivevano sotto dettatura le lettere dei pazienti per la famiglia, intrattenevano conversazioni telefoniche, cucivano vestiti, bende e fasciature.
Marija,assieme alla sorella Anastasia, facevano molto per distrarre i pazienti dal dolore inferto dalle ferite: erano solite passare tutto il giorno in ospedale tranne quando a malincuore dovevano andare a fare lezione.

### Prigionia
La famiglia reale fu arrestata durante la rivoluzione russa del 1917 e fu imprigionata in varie residenze, prima nella loro casa a Carskoe Selo, successivamente nelle regge private di Tobol'sk e infine a Ekaterinburg, in Siberia. In questo periodo i principi avevano tutti contratto il morbillo; ad Aleksej venne molto leggero, mentre ad Ol'ga si infiammò la membrana dell'intestino (peritonite), a Tat'jana si ruppe un timpano per il forte mal di testa e Marija dovette respirare con una bombola di ossigeno. A causa del gran numero di farmaci assunti, le principesse perdettero i capelli a grosse ciocche, così Alix decise di farle rasare. "Cara, devi sapere quanto è terribile tutto quello che sta accadendo", scrisse Ol'ga a un'amica di Tobol'sk.
La famiglia venne separata nell'aprile 1918 quando i bolscevichi trasferirono i genitori e Marija a Ekaterinburg, mentre Aleksej, Ol'ga, Tat'jana e Anastasia rimasero indietro a causa di una forte emorragia sofferta dal ragazzo in seguito a una caduta dalle scale mentre giocava su una slitta. L'imperatrice scelse di essere accompagnata da Marija perché Ol'ga stava vivendo un brutto momento di depressione e Tat'jana doveva occuparsi di Aleksej. Nicola diede a Ol'ga una piccola rivoltella che la principessa celò in uno stivale a Carskoe Selo e a Tobol'sk. Il colonnello Eugenio Kobylynsky, il loro comprensivo carceriere, la supplicò di cedere la sua rivoltella prima che lei, le sue sorelle e il fratello fossero trasferiti a Ekaterinburg: Ol'ga abbandonò di malavoglia la sua pistola e se ne andò disarmata.
Nel maggio del 1918 la nave Rus ricongiunse i restanti Ol'ga, Tat'jana, Anastasja e Aleksej ai genitori e alla sorella Marija, trasportandoli da Tobolsk a Ekaterinburg. Prima di partire, Ol'ga e le sorelle avevano cucito nei corpetti i loro gioielli per sottrarli ai bolscevichi. Quella notte, tuttavia, le guardie impedirono alle ragazze di chiudere le porte delle camere da letto a chiave e furono molestate indirettamente e verbalmente dai carcerieri. Il loro tutore inglese Sydney Gibbes ricordò sempre le grida delle granduchesse e la sua incapacità di proteggerle.

### Morte
Marija fu uccisa all'età di diciannove anni con tutta la sua famiglia nello scantinato della palazzina Ipat'ev a Ekaterinburg. L'esecuzione venne eseguita da un commando della Čeka agli ordini del commissario bolscevico Jakov Jurovskij.
Dopo l'esecuzione ci furono numerose donne che sostennero di essere la terza figlia di Nicola II (alcune di esse sono Averees Iacowelly, Granny Alina e Ceclava Czapska). Quando nel 1991 furono ritrovati i resti dello zar e della sua famiglia, due corpi erano mancanti: uno era del fratellino Aleksej e l'altro quello di Marija (anche se inizialmente si ritenne fosse quello di Anastasija). Dalla deposizione di Jurovskij si sa che si tentò di cremarli per confondere le ricerche.
Nell'agosto del 2007 nella regione degli Urali furono ritrovati i corpi di due giovani, accanto ai quali erano state trovate pallottole e boccette di acido solforico (usato per occultare i cadaveri). Gli esami del DNA, conclusi e resi pubblici il 16 luglio 2008, hanno confermato che i resti rinvenuti sono quelli di Marija e di Aleksej, chiudendo così per sempre la possibilità che qualche membro della famiglia imperiale fosse riuscito a scappare dal massacro di Ekaterinburg.
Per il contegno durante la prigionia e la deportazione e per il perdono concesso ai persecutori, Marija e la sua famiglia sono stati canonizzati dalla Chiesa ortodossa nel 2000.

## Galleria d'immagini

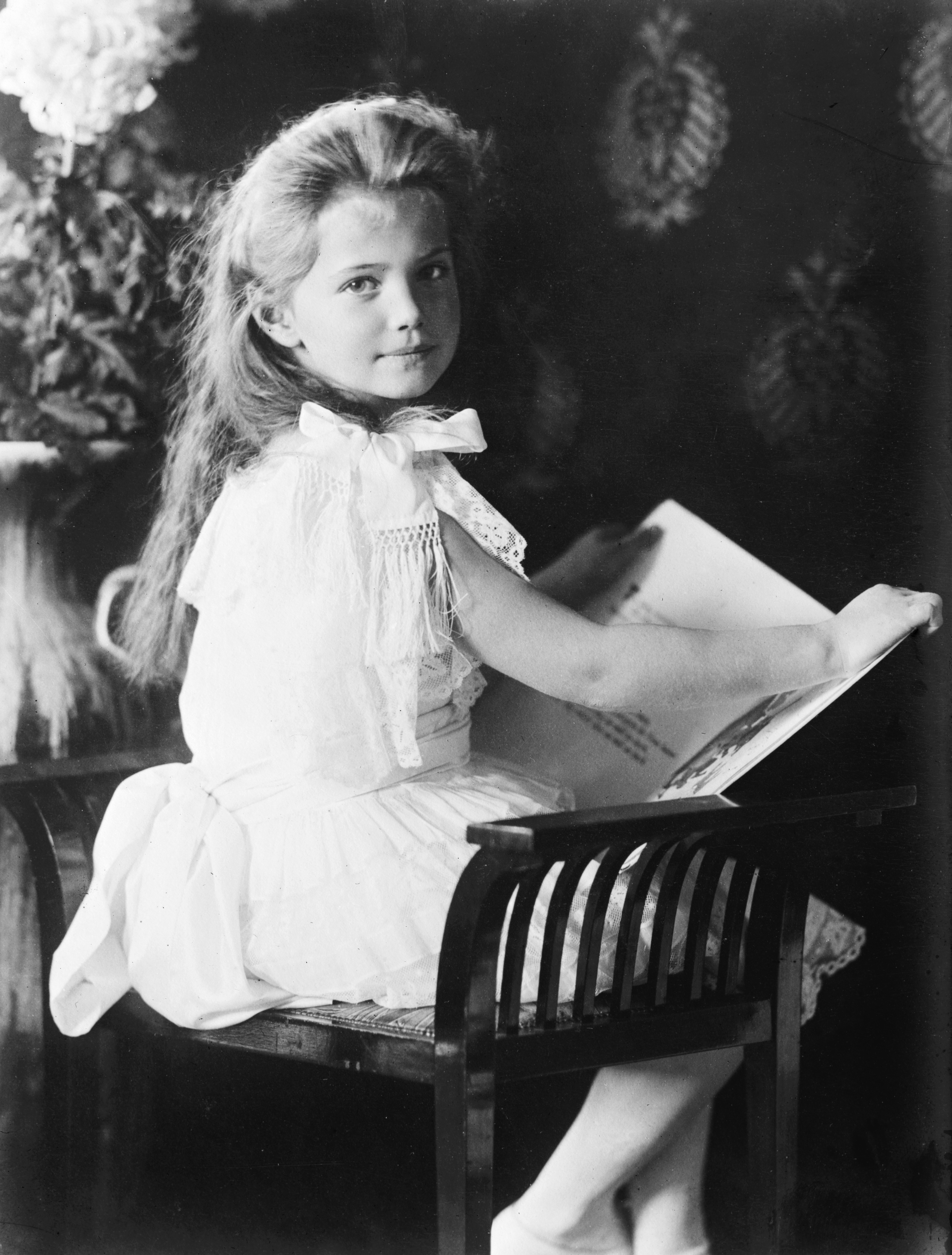
Una foto del 1906 ritraente Maria in tenera età
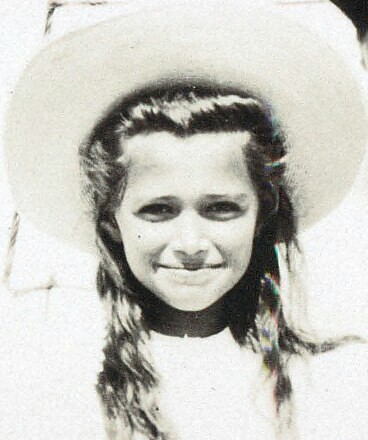
Maria in una foto scattata nel 1910
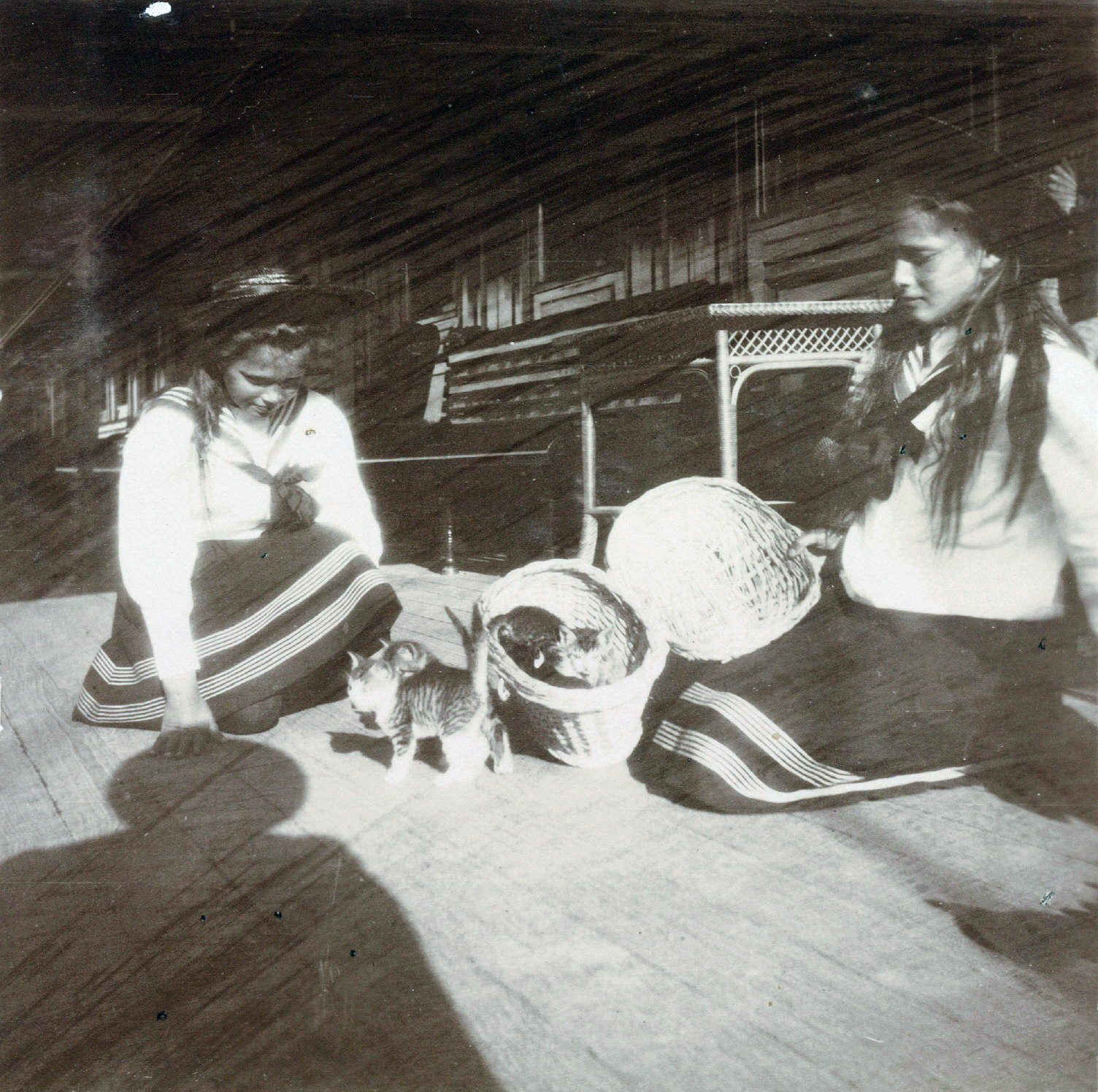
Marie mentre gioca con dei gattini insieme alla sorella Tat'jana
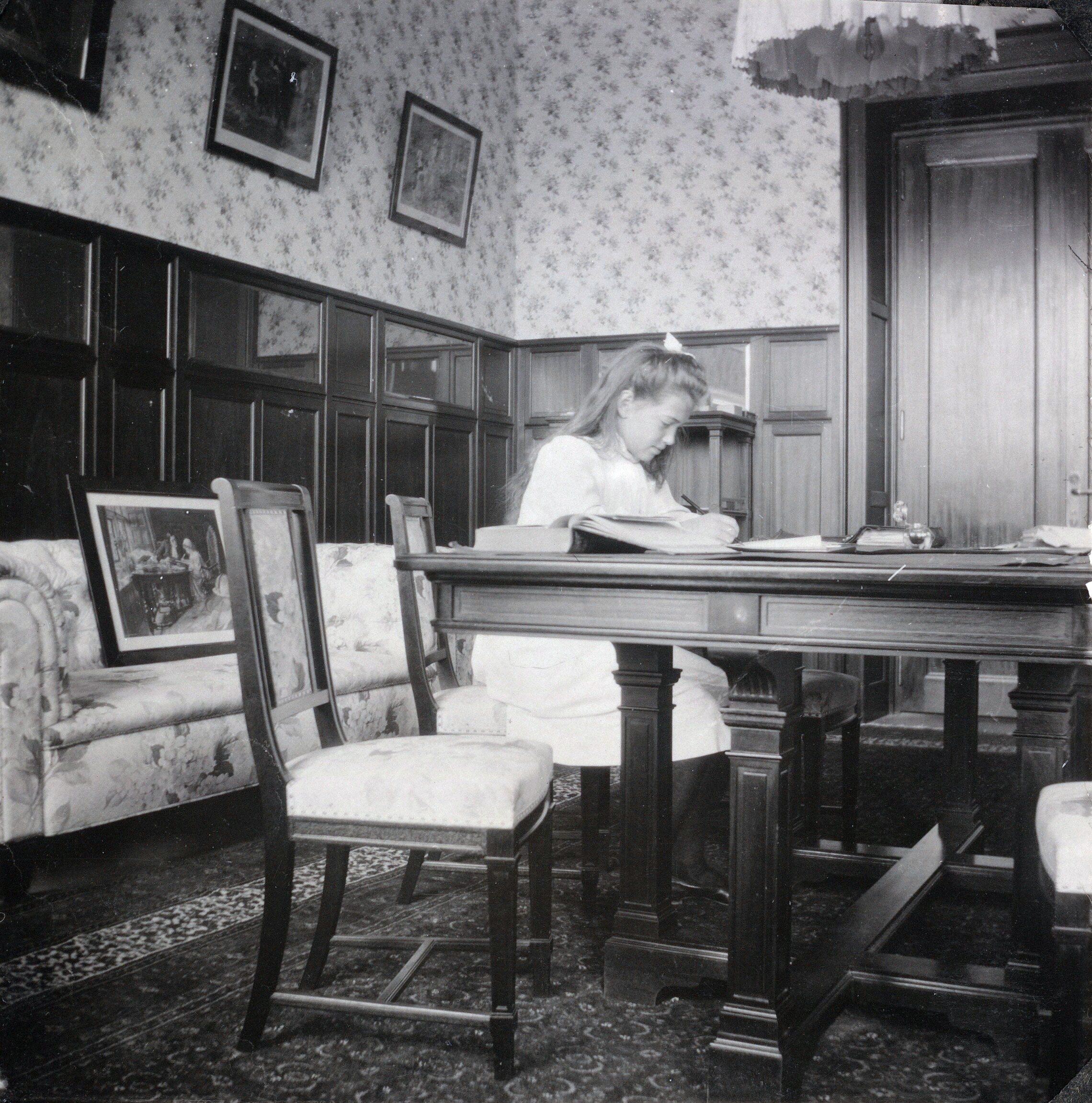
La Granduchessa mentre svolge i suoi compiti scolastici
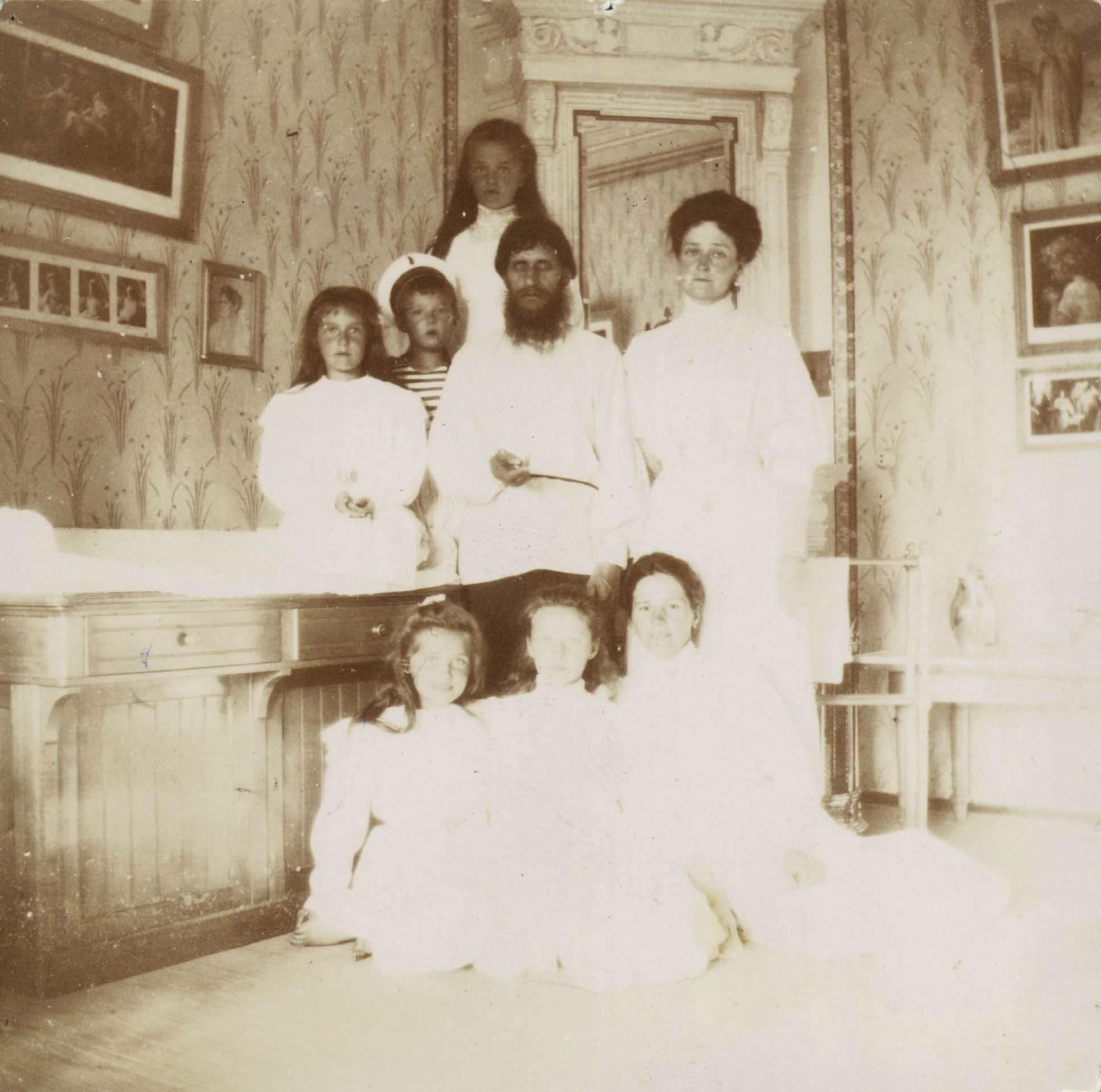
Maria, la madre, le sorelle e la governante in compagnia di Rasputin
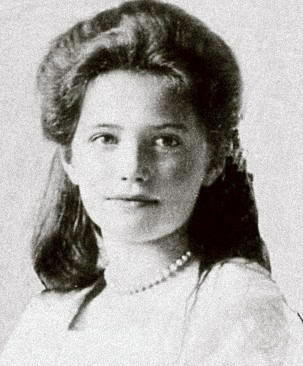
Ritratto fotografico di Maria del 1910 circa
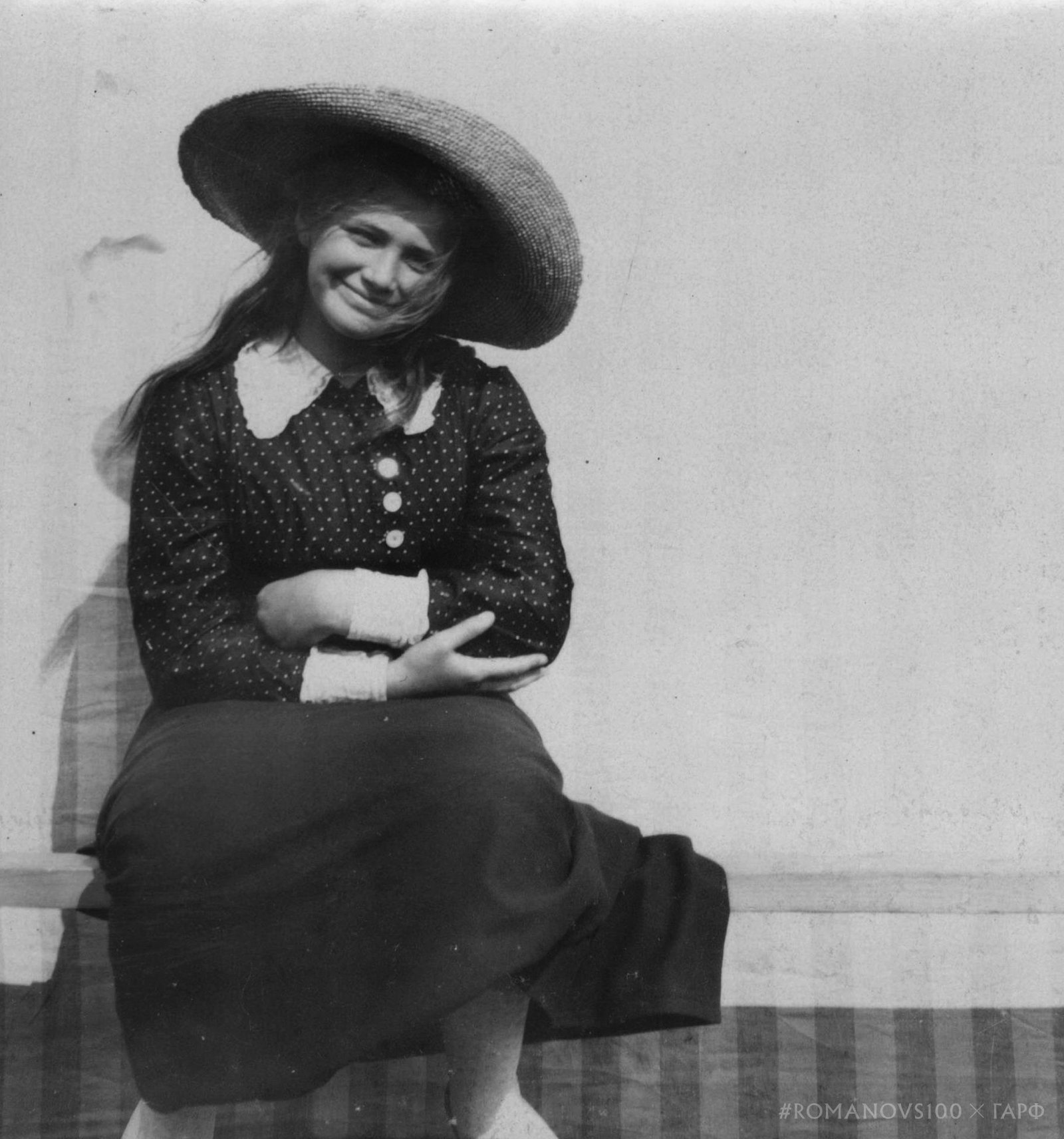
Maria sorridente in una foto del 1912 circa
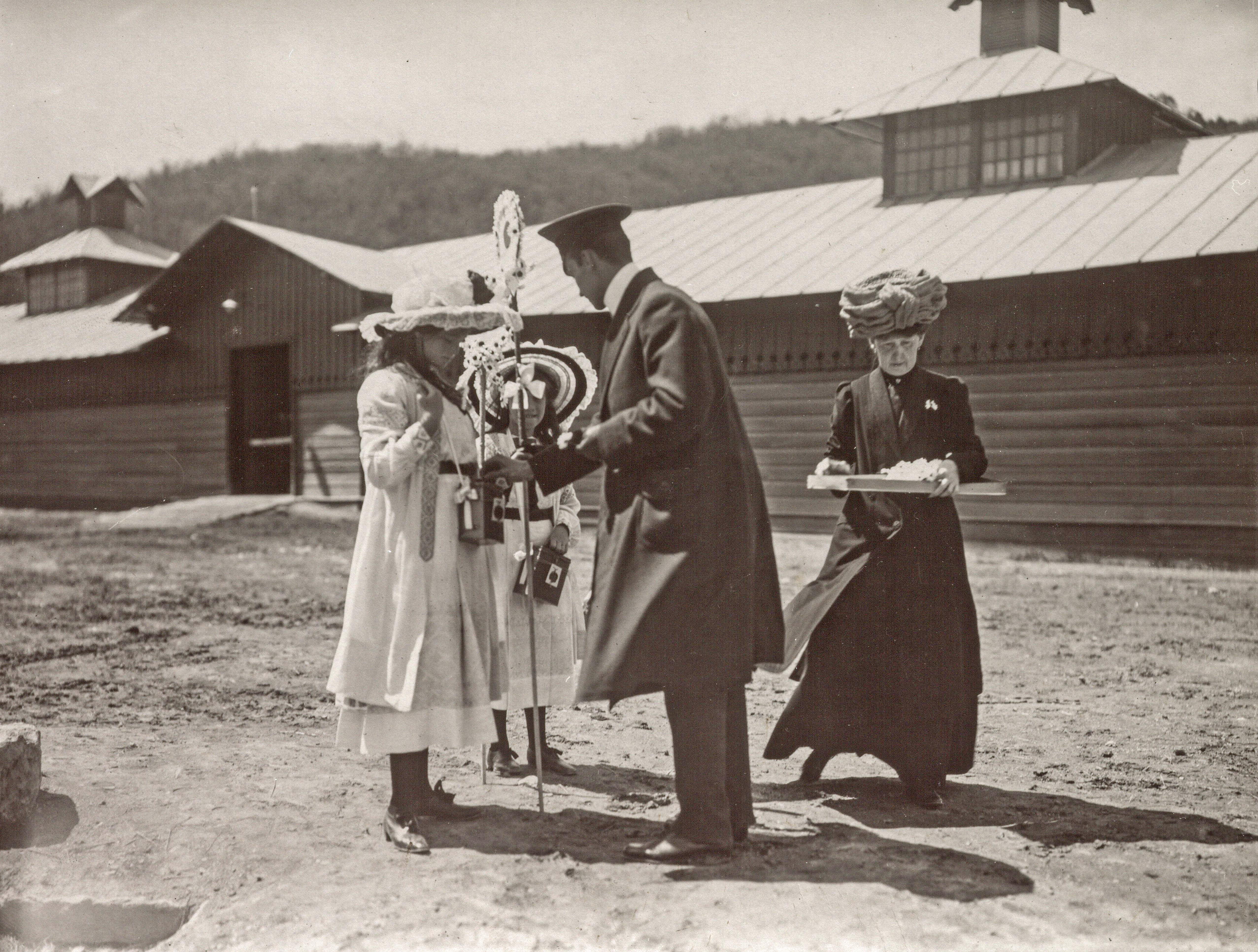
Maria e sua sorella Anastasia alla Giornata del Fiore Bianco del 1912, mentre vendevano fiori bianchi al popolo per ottenere donazioni a favore dei malati di tubercolosi.
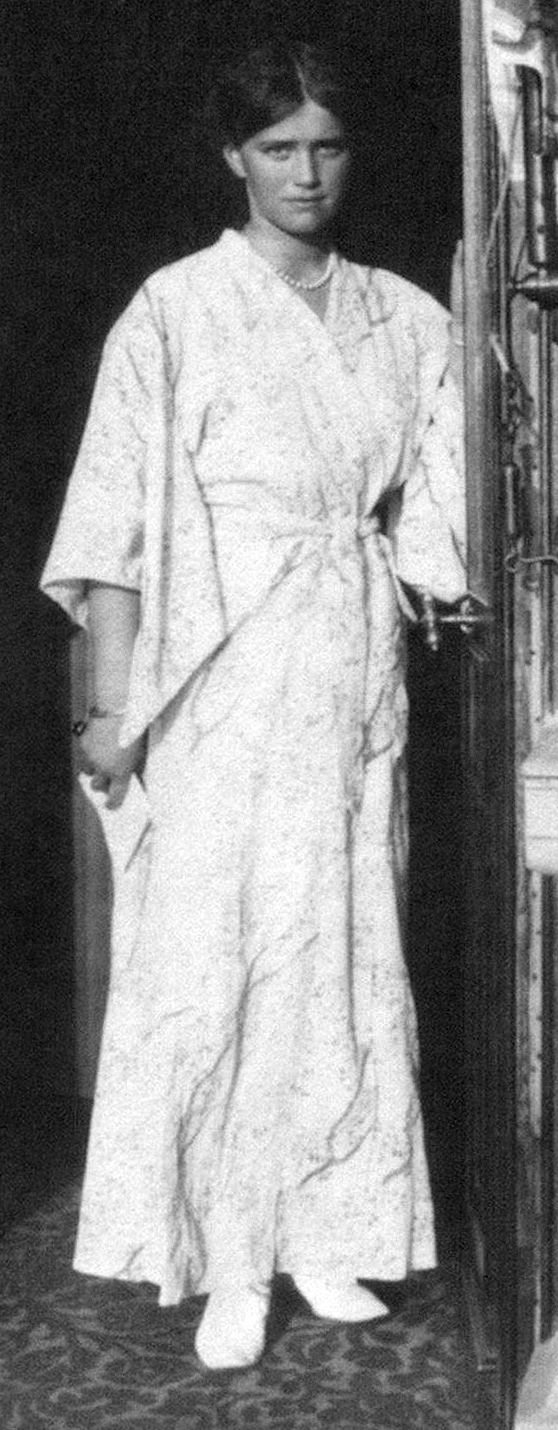
Maria mentre indossa un kimono
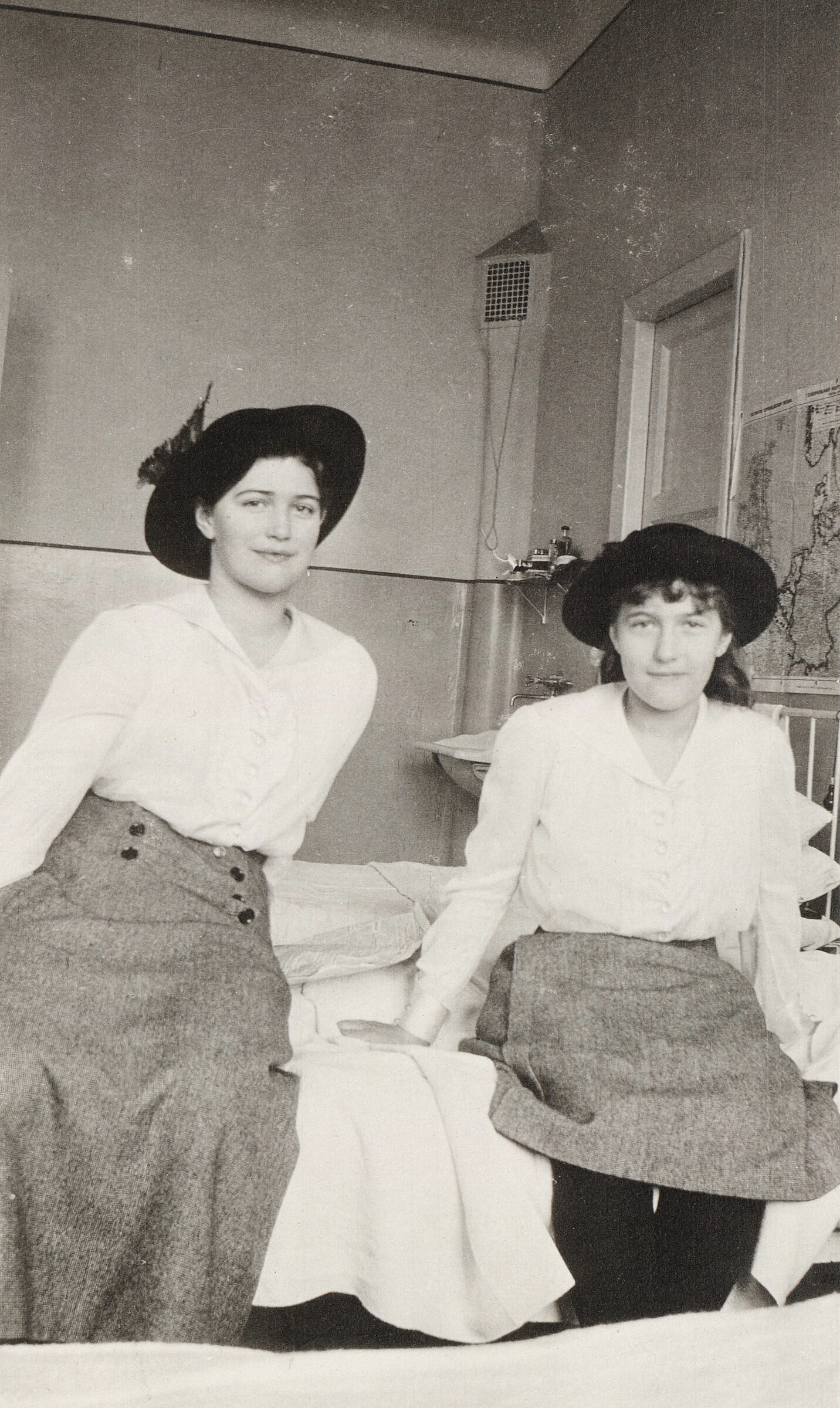
Maria con la sorella Anastasia mentre visita l'ospedale di cui le sorelle sono Patrone (essendo troppo piccole per diventare Sorelle della Misericordia come infermiere come le sorelle maggiori)
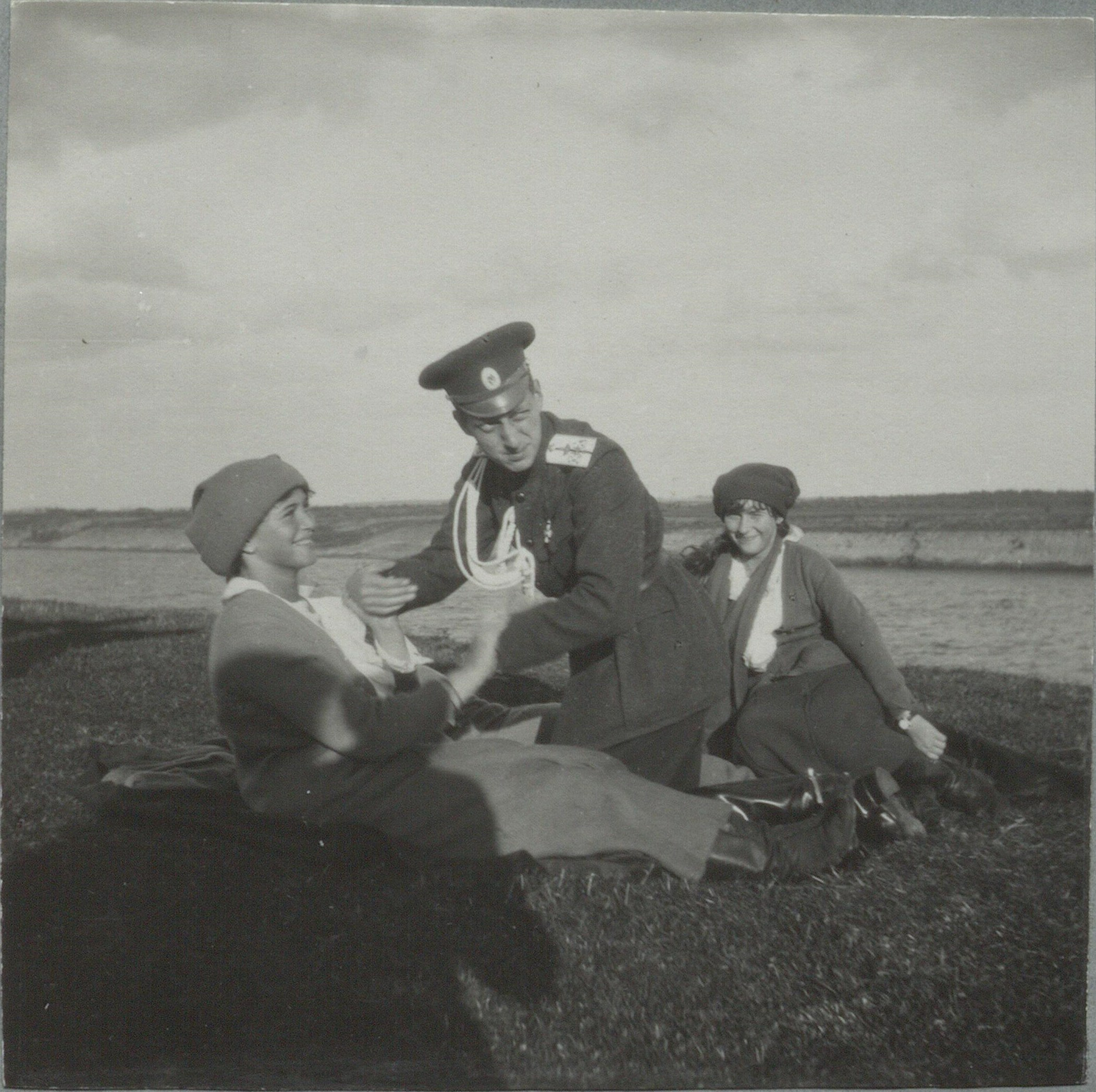
Granduchesse Maria (a sinistra) e Anastasia (a destra) con il cugino-zio Granduca Dmitrij Pavlovič Romanov (l'uomo che in seguito assassinò Rasputin con altri complici), 1916.
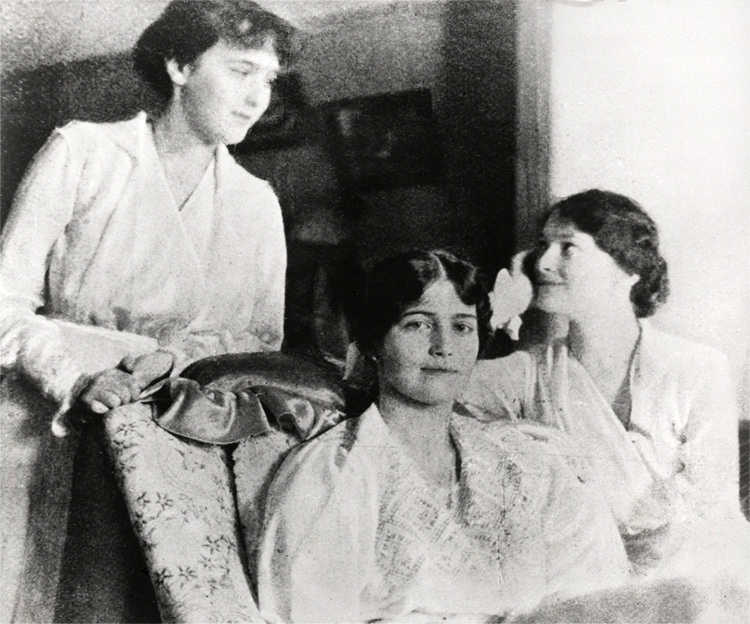
Le Granduchesse Anastasia, Maria e Tatiana Nikolaevna a Carskoe Selo nella primavera del 1917, dopo essersi riprese da una malattia di Morbillo
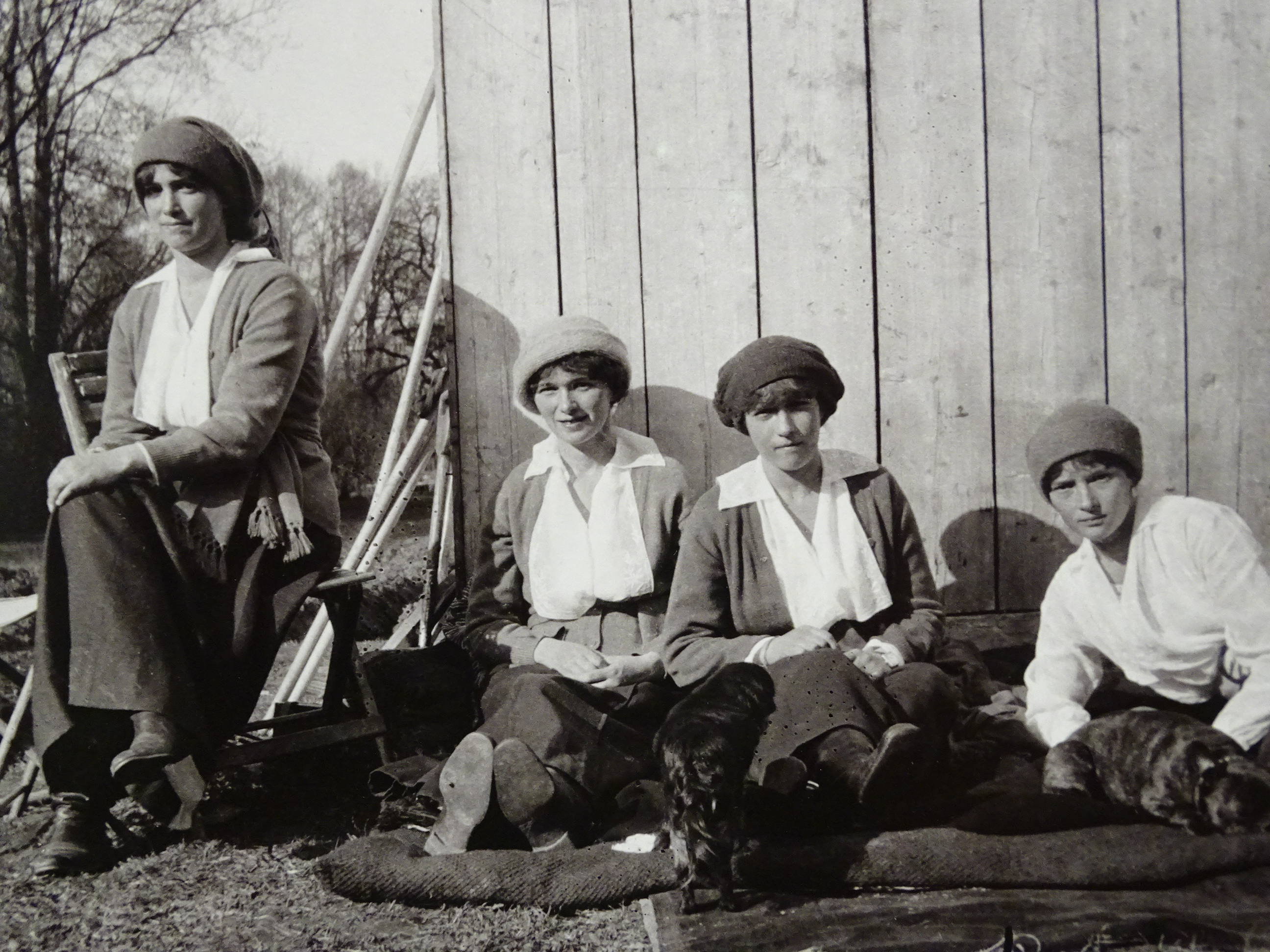
Da sinistra verso destra, le Granduchesse Maria, Olga, Anastasia e Tatiana Nikolaevna in cattività a Carskoe Selo nella primavera del 1917

## Ascendenza
|                                 |               |                                      | Genitori                                                       |  |  | Nonni |  |  | Bisnonni                |  |  | Trisnonni          |  |
|                                 |               |                                      |                                                                |  |  |       |  |  | Alessandro II di Russia |  |  | Nicola I di Russia |  |
|                                 |               |                                      |                                                                |  |  |       |  |  | Alessandro II di Russia |  |  | Nicola I di Russia |  |
|                                 |               | Aleksandra Fëdorovna                 |                                                                |  |  |       |  |  | Alessandro II di Russia |  |  |                    |  |
| Alessandro III di Russia        |               |                                      |                                                                |  |  |       |  |  | Alessandro II di Russia |  |  |                    |  |
|                                 |               | Maria Massimiliana d'Assia-Darmstadt | Luigi II d'Assia, granduca d'Assia                             |  |  |       |  |  |                         |  |  |                    |  |
|                                 |               | Maria Massimiliana d'Assia-Darmstadt | Luigi II d'Assia, granduca d'Assia                             |  |  |       |  |  |                         |  |  |                    |  |
|                                 |               | Maria Massimiliana d'Assia-Darmstadt | Guglielmina di Baden                                           |  |  |       |  |  |                         |  |  |                    |  |
| Nicola II di Russia             |               | Maria Massimiliana d'Assia-Darmstadt |                                                                |  |  |       |  |  |                         |  |  |                    |  |
|                                 |               | Cristiano IX di Danimarca            | Federico Guglielmo di Schleswig-Holstein-Sonderburg-Glücksburg |  |  |       |  |  |                         |  |  |                    |  |
|                                 |               | Cristiano IX di Danimarca            | Federico Guglielmo di Schleswig-Holstein-Sonderburg-Glücksburg |  |  |       |  |  |                         |  |  |                    |  |
|                                 |               | Cristiano IX di Danimarca            | Luisa Carolina d'Assia-Kassel                                  |  |  |       |  |  |                         |  |  |                    |  |
| Marija Fëdorovna                |               | Cristiano IX di Danimarca            |                                                                |  |  |       |  |  |                         |  |  |                    |  |
|                                 |               | Luisa d'Assia-Kassel                 | Guglielmo d'Assia-Kassel                                       |  |  |       |  |  |                         |  |  |                    |  |
|                                 |               | Luisa d'Assia-Kassel                 | Guglielmo d'Assia-Kassel                                       |  |  |       |  |  |                         |  |  |                    |  |
|                                 |               | Luisa d'Assia-Kassel                 | Luisa Carlotta di Danimarca                                    |  |  |       |  |  |                         |  |  |                    |  |
| Marija Nikolaevna Romanova      |               | Luisa d'Assia-Kassel                 |                                                                |  |  |       |  |  |                         |  |  |                    |  |
|                                 | Carlo d'Assia | Luigi II d'Assia, granduca d'Assia   |                                                                |  |  |       |  |  |                         |  |  |                    |  |
|                                 | Carlo d'Assia | Luigi II d'Assia, granduca d'Assia   |                                                                |  |  |       |  |  |                         |  |  |                    |  |
|                                 | Carlo d'Assia | Guglielmina di Baden                 |                                                                |  |  |       |  |  |                         |  |  |                    |  |
| Luigi IV d'Assia                | Carlo d'Assia |                                      |                                                                |  |  |       |  |  |                         |  |  |                    |  |
|                                 |               | Elisabetta di Prussia                | Guglielmo di Prussia                                           |  |  |       |  |  |                         |  |  |                    |  |
|                                 |               | Elisabetta di Prussia                | Guglielmo di Prussia                                           |  |  |       |  |  |                         |  |  |                    |  |
|                                 |               | Elisabetta di Prussia                | Maria Anna d'Assia-Homburg                                     |  |  |       |  |  |                         |  |  |                    |  |
| Alessandra Feodorovna           |               | Elisabetta di Prussia                |                                                                |  |  |       |  |  |                         |  |  |                    |  |
|                                 |               | Alberto di Sassonia-Coburgo-Gotha    | Ernesto I di Sassonia-Coburgo-Gotha                            |  |  |       |  |  |                         |  |  |                    |  |
|                                 |               | Alberto di Sassonia-Coburgo-Gotha    | Ernesto I di Sassonia-Coburgo-Gotha                            |  |  |       |  |  |                         |  |  |                    |  |
|                                 |               | Alberto di Sassonia-Coburgo-Gotha    | Luisa di Sassonia-Gotha-Altenburg                              |  |  |       |  |  |                         |  |  |                    |  |
| Alice di Sassonia-Coburgo-Gotha |               | Alberto di Sassonia-Coburgo-Gotha    |                                                                |  |  |       |  |  |                         |  |  |                    |  |
|                                 |               | Vittoria del Regno Unito             | Edoardo Augusto di Hannover                                    |  |  |       |  |  |                         |  |  |                    |  |
|                                 |               | Vittoria del Regno Unito             | Edoardo Augusto di Hannover                                    |  |  |       |  |  |                         |  |  |                    |  |
|                                 |               | Vittoria del Regno Unito             | Vittoria di Sassonia-Coburgo-Saalfeld                          |  |  |       |  |  |                         |  |  |                    |  |
|                                 |               | Vittoria del Regno Unito             |                                                                |  |  |       |  |  |                         |  |  |                    |  |

## Nella cultura di massa

### Cinema
- Nicola e Alessandra (Nicholas and Alexandra) (1971)
- L'assassino dello zar (Tsareubiytsa) (1991)
- The Successor (1996)
- Rasputin - Il demone nero (Rasputin) (1996) - film TV
- Detective Conan - L'ultimo mago del secolo (1999)
- Romanovy: Ventsenosnaya semya (2000)
- The Lost Prince (2003) - film TV
- Russian Ark  (2018) -